# 娜娜 (小說)

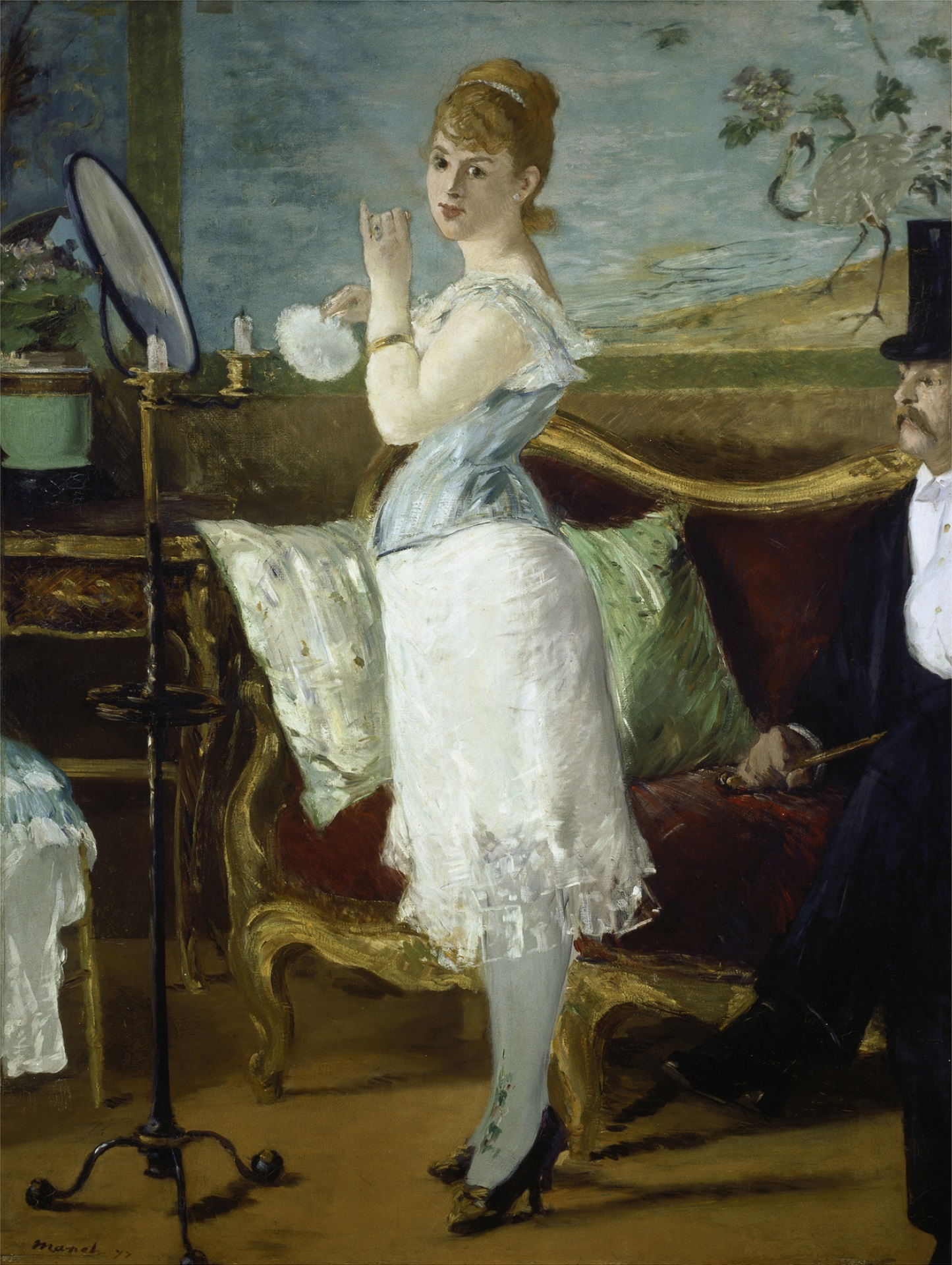
油畫《娜娜》，愛德華·馬奈作

《娜娜》（法語：Nana）是法國寫實主義作家左拉的《盧貢-馬卡爾家族》系列作品的第九部。1877年，該系列的第七部小說《小酒店》（L'Assommoir）出版，轟動全巴黎，左拉一舉成名，這時他已經開始在構思娜娜的角色。1878年，左拉完成系列的第八部小說《爱情的一页》（Une Page d'amour），但事後證明銷路不佳。於是左拉寫信給出版商說：「這一損失，我們要從《娜娜》拿回來，我的想像中了不起的作品《娜娜》。」
娜娜·古波是《小酒店》中白鐵匠古波的女兒，生於1852年，原本是花店的學徒，喜歡酗酒的父親對她施展暴力，她受不了只好跟一名商人私奔，後來成為歌劇院的一名演員，演出下流的喜劇《金髮維納斯》，她毫無藝術才能，演技低俗，老闆博爾德納夫讓她裸體上場，迷惑當時法國上流社會的男性貴族，銀行家斯泰內為之傾倒，為她買下的一座郊外別墅“藏嬌樓”。供養她的男人，一旦耗盡家產，就被她拒之門外；娜娜有時又是一名輕浮的妓女，用肉體迷惑俄國王子、軍官、新聞記者、侯爵、伯爵，甚至是黑人，這些有錢人甘心為她揮霍大量金錢。但另一方面娜娜富有同情心，她把僅有的錢捐給窮人；她嚮往小家庭生活，與丑角演員豐唐婚後，斷絕了與原先所有情人的關係，努力當個好妻子，像家庭主婦一樣到市場買菜。她也是一名慈母，去姑媽家裏看望兒子小路易，卻感染天花，病死在一家旅館，這時正是第二帝國即將在普法戰爭中崩潰。娜娜始終未能擺脫紙醉金迷的生活，從小家境貧窮、父親酗酒、出外賣淫，一連串的墮落史，造成了娜娜本身的悲劇。作者以娜娜一生的興衰，反映了第二帝國腐化墮落的社會的寫照，惡勢力太強，使得娜娜無法擺脫這樣的環境，她的靈魂被腐蝕，始終未能斷絕娼妓的生活。
故事於1879年10月15日開始在《伏爾泰報》上連載，1880年2月5日載完，同年小說出版，空前暢銷，前後再版10次，第一天出貨超過5萬5千冊。